# Saints and Soldiers
Série
Saints and Soldiers : L'Honneur des paras
(2012)
Pour plus de détails, voir Fiche technique et Distribution.
Saints and Soldiers est un film de guerre américain réalisé par Ryan Little, sorti en 2003.
Le film se déroule durant la bataille des Ardennes, en hiver 1944-1945.

## Synopsis
En décembre 1944, l'armée allemande pénètre dans les forêts des Ardennes. Des prisonniers américains sont massacrés. Le caporal Nathan Greer et son ami Gordon Gunderson font partie des rescapés du massacre. Cinq soldats alliés, quatre Américains et un Anglais, doivent traverser les lignes allemandes jusqu'aux environ de Malmedy pour aller délivrer un message de la plus haute importance que seul l'Anglais connaît.

## Distribution
- Corbin Allred : Cpl. Nathan 'Deacon' Greer
- Alexander Polinsky : Medic Steven Gould (as Alexander Niver)
- Kirby Heyborne : Flt. Sgt. Oberon Winley
- Larry Bagby : Pvt. Shirley 'Shirl' Kendrick (as Lawrence Bagby)
- Peter Holden : SSgt. Gordon Gunderson
- Ethan Vincent : Rudolph 'Rudi' Gertz
- Melinda Renee : Catherine Thierry

## Orientation
Le film présente une des thèses concernant le massacre de Malmedy : il s'agirait d'une panique de l'armée allemande dont la cause serait une tentative d'évasion. Selon les témoignages des rescapés, il s'agirait d'une action délibérée.

## Suites du film
Ce film a donné lieu à deux "suites". Cependant, chaque film se situe à une période différente de la Seconde Guerre mondiale. Les protagonistes ne sont pas les mêmes. Les seuls point communs entre les trois films sont les suivants :
- ils se déroulent vers la fin de la Seconde Guerre mondiale, entre août 1944 et mai 1945, quand la guerre est déjà perdue pour les Allemands, d'où leur résistance désespérée ;

- le point de vue est celui d'un petit groupe de soldats américains, isolés de leur unité dans les lignes ennemies ;

- ils ne présentent pas de grandes batailles vues d'un point de vue stratégique, celui des généraux, mais le combat obscur mené par ces soldats, partagés entre leur envie de sauver leur vie et leur engagement à remplir leur mission.

Films suivants :
- Saints and Soldiers : L'Honneur des paras (2012) se déroule chronologiquement avant le premier film. Il met en scène des parachutistes américains participant au débarquement de Provence en août 1944. Largués au hasard dans la campagne provençale, ils se retrouvent isolés et traqués par les soldats allemands dans la forêt. Ils rencontrent des résistants français, et les deux groupes s'unissent pour combattre tous les Allemands qu'ils croisent ;

- Saints and Soldiers : Le Sacrifice des blindés (2014) se déroule chronologiquement après le premier film. Il met en scène des soldats américains blancs et noirs participant à l'invasion de l'Allemagne en mai 1945, peu avant la fin de la guerre. Avec seulement deux chasseurs de chars M18 Hellcat, ils affrontent en infériorité numérique trois chars allemands Panzerkampfwagen IV qui tentent de couper les lignes de communication alliées.

## Production
L'équipe de production est assez petite pour ce qu'on pourrait attendre de ce genre de film. Il a été tourné dans une forêt dans le nord de l'Utah avec un budget inférieur à $1 million. Grâce à des négociations la production a réussi à obtenir des aides dans la reconstitution et des d'équipements d'époque. 
Aux États-Unis le film fut tout d'abord interdit aux moins de 17 ans, pour cause d'image violente. Cependant, après des réclamations et des incompréhensions le film obtient le PG -13. 
Le film sortira en DVD le 3/02/2005. 